# Vicente Sasot
Vicente Sasot Frauca (67 años) - (Peñalba, Aragón, España, 21 de enero de 1918 / † Barcelona, Cataluña, España, 12 de abril de 1985) fue un jugador y entrenador de fútbol español.

## Carrera
En 1935, jugó como futbolista de un club de Sant Cugat del Valles. Después de acabada la guerra civil española en 1939, se unió al Real Valladolid. 
En la temporada 1943/44, jugó en el equipo del CE Sabadell en la primera división española. Su primer partido en la Primera División, se completó la primera jornada de la temporada con una derrota ante el Sevilla FC por 2-5. Esa temporada, jugó dos partidos de Liga más, siendo la última vez que jugaría en Primera División. Su carrera como futbolista la finalizó como jugador de la UE Sants.
Después de su carrera como jugador comenzó sus actividades de entrenador, entre otros equipos, entrenó a la UE Sants, UE Lleida, Reus CF y a la selección catalana de fútbol.
Pasó 13 años en el FC Barcelona como entrenador. Allí entrenó a varios equipos juveniles del club catalán, hasta que se convirtió en entrenador del primer equipo la temporada 1964-1965. Después de que el Barcelona perdiera en octubre de 1964 ante el Levante UD por un contundente 1-5 y el equipo ocupara el puesto décimo en la tabla clasificatoria de la Liga, César Rodríguez fue destituido y Vicente Sasot fue nombrado nuevo entrenador. Sasot acabó conduciendo al Barcelona esa misma temporada al sexto lugar. En la Copa de Ferias, el Barcelona fue eliminado por el Racing Estrasburgo. Después de tres empates, el ganador se decidió lanzando una moneda al aire y el conjunto catalán quedó fuera de la competición. Sasot no continuó la siguiente temporada. Su puesto lo ocupó el argentino Roque Olsen.
En la temporada 1968-69 entrenó hasta febrero de 1969 al RCD Mallorca, que acabaría ascendiendo en esa misma temporada a la Primera División. Más adelante en su carrera fue entrenador del Atlético Baleares y del Girona FC, entre otros.